# Sóng tình (phim truyền hình)
Sóng tình là một bộ phim truyền hình được thực hiện bởi Công ty Sóng Vàng do Xuân Cường làm đạo diễn. Phim phát sóng vào lúc 18h00 từ thứ 4 đến thứ 7 hàng tuần bắt đầu từ ngày 20 tháng 3 năm 2009 và kết thúc vào ngày 9 tháng 5 năm 2009 trên kênh HTV9.

## Nội dung
Sóng tình xoay quanh thực trạng sống thử đang diễn ra hằng ngày giữa các bạn trẻ. Hằng (Ngân Khánh) và Đạt (Thành Đạt) yêu nhau từ thuở còn học phổ thông ở tỉnh lẻ. Tuy nhiên khi cả hai bắt đầu "sống thử" thì tình yêu nhiều năm của họ nhanh chóng tan vỡ. Một cặp sống thử khác là Trọng (Tấn Phát), sinh viên ở cùng nhà trọ với Đạt, với người yêu là Diệp (Lục Diệp). Trong khi Diệp đảm đang lo toan mọi việc, Trọng lao đầu vào cờ bạc và đánh đập Diệp, khiến cô dần rơi vào trầm cảm và mất niềm tin vào cuộc sống. Tuấn (Minh Luân) thì lại là sinh viên nghèo chạy xe ôm rơi vào bẫy tình của Hà, một phụ nữ lẳng lơ sống nhờ tiền trợ cấp của người thân từ nước ngoài. Mối quan hệ giữa Tuấn và Hà sau đó đã gây nên oán hận trong lòng Xuyến (Quỳnh Như), cô bạn gái "sống thử" cùng Tuấn. Đối trọng với các mối tình sống thử đó lại có tình yêu trong sáng giữa Linh (Thúy Diễm) và Trình (Ngọc Thuận). Dù gặp nhiều trắc trở vì hoàn cảnh gia đình, nhưng nhờ có sự cảm thông và kiên trì trong tình yêu, Trình và Linh đã có một kết thúc hạnh phúc trọn vẹn...

## Diễn viên
- Ngân Khánh trong vai Hằng[6]
- Thành Đạt trong vai Đạt[6]
- Lục Diệp trong vai Diệp[6]
- Tấn Phát trong vai Trọng[6]
- Minh Luân trong vai Tuấn[6]
- Quỳnh Như trong vai Xuyến[6]
- Ngọc Thuận trong vai Trình
- Thúy Diễm trong vai Linh

Cùng một số diễn viên khác....

## Ca khúc trong phim
Bài hát trong phim là ca khúc "Khi tình yêu thức giấc" do Nguyễn Hoài Anh sáng tác và Hanni thể hiện.

## Đón nhận
Tại thời điểm phát sóng, bộ phim đã "thu hút sự chú ý của khán giả", được cho là vì lời thoại súc tích, cô đọng; tình tiết phim được xây dựng chặt chẽ với các thắt-mở nút hợp lý cùng diễn xuất "sắc nét của dàn diễn viên. Bài viết trên Báo Cần Thơ đã đánh giá phim "cho người xem cảm giác lâu lắm rồi truyền hình Việt mới đề cập đến giới trẻ chân thực và gần gũi như vậy".

## Giải thưởng
| Năm  | Giải thưởng | Hạng mục                               | (Người) đề cử | Kết quả   | Tham khảo    |
| ---- | ----------- | -------------------------------------- | ------------- | --------- | ------------ |
| 2010 | HTV Awards  | Nữ diễn viên chính được yêu thích nhất | Ngân Khánh    | Đoạt giải | [ 7 ] [ 8 ]  |
| 2010 | HTV Awards  | Nam diễn viên phụ được yêu thích nhất  | Công Hậu      | Đề cử     | [ 9 ] [ 10 ] |